# Orgue de Joinville
L'orgue de Joinville est un orgue du XVIIe siècle situé dans l'église Notre-Dame de Joinville dans le département de la Haute-Marne en France.

## Les origines
Joinville possède un des rares instruments de la fin du XVIIe siècle conservés dans le département. Datant de 1688 cet instrument est l’œuvre du facteur Louis Le Bé (orgues de Wassy, Chaource), et fut conçu initialement pour le palais des Comtes de Champagne à Troyes puis racheté par la ville de Joinville en 1698.
L'orgue est installé sur une tribune Renaissance (fin XVe siècle - début XVIe siècle),  Classée MH (1911), comportant quatorze panneaux de bois, sculptés et ajourés de fenestrages gothiques. Buffet et tribune ont été restaurés en 1984 par l'atelier Maimponte.

### Description de l'orgue de 1688
Il s'agissait à l'époque d'un orgue à buffet unique correspondant aujourd'hui à celui du grand-orgue et renfermant 15 jeux (Montre 8', Bourdon 8', Prestant, Cornet, Flûte 4', Nazard, Doublette, Tierce, Larigot, Fourniture III, Cymbale III, Trompette, Cromorne, Voix humaine et à l'écho un petit cornet avec un pédalier en tirasse).
Le sommier était à doubles gravures pour permettre d'avoir grand-orgue et positif. Certains de ces jeux se jouaient aussi bien sur le G.O. que sur le P.O. (Bourdon, Prestant, Cornet). Le Cromorne lui ne se jouait que sur le P.O. « pour servir lorsque l'on joue les dialogues sur les grand jeux, ce qui fait un effet comme d'un positif et d'un grand-orgue. »

## Description de l'orgue d'aujourd'hui
Le buffet (6 janvier 1970) et l'instrument (25 février 1974) sont classés au titre objet des monuments historiques.
Au cours des siècles l'orgue est passé entre les mains de différents facteurs : Jacques Cochu, Jean Richard, Jean-Baptiste Gavot, Nicolas-Antoine Lété, Louis Georgel, ce qui lui valut un certain nombre de modifications plus ou moins importantes. Le devis du 30 mars 1978 des établissements Jean-Georges & Yves Kœnig de Sarre-Union est approuvé par la Commission supérieure des Monuments historiques le 6 octobre 1978.
Le positif de dos, supprimé au XIXe siècle, est rétabli alors qu'un pédalier de type français (marches mi-courtes) et un pédalier de type allemand, tous deux en chêne, sont à la disposition de l'organiste.
Le tempérament de l'orgue est inégal : celui de Lambert Chaumont et le ton A3 (à 15 °C) est de 430 Hz.

### Composition des jeux
- Grand-orgue 53 notes CD1-F5 : Cornet V, Montre 8', Prestant, Bourdon 8', Flûte ch. 4', Nazard, Doublette, Tierce, Flageolet, Plein Jeu VI, Trompette (basse & dessus), Clairon, Voix humaine
- Positif 53 notes CD16-F5 : Prestant, Bourdon 8', flûte ouverte 4', Nazard, Doublette, Tierce, Larigot, Plein jeu V, Cromorne
- Echo/Récit 37 notes F2-F5 : Bourdon 8', Flûte 4', Cornet III, Hautbois
- Ped. 29 notes CD1-F3 : Clairon, Trompette, Flûte 8' (en bois), Flûte '4 (en bois).

- Tirasse sur le G.O.
- Accouplement P.O./G.O.
- Tremblants doux et fort

## Concerts et vie associative
L'orgue est inauguré le 6 octobre 1984 par André Isoir. Depuis plusieurs concerts (Jean Charles Ablitzer, Jean-Michel Bachelet, Éric Ampeau, Vincent Freppel, Michal Novenko, Serge Schoonbroodt, Benjamin Alard, Pierre Méa, Michael Matthes...) mais aussi des master-classes (Olivier Latry, François-Henri Houbart, Michal Novenko...) se sont déroulés. L'association Renaissance de l'orgue est présidée par l'organiste Gilles De l'Assomption (titulaire de l'instrument).